# The Show (Lenka)
The Show è un singolo della cantante australiana Lenka, pubblicato nel 2008 ed estratto dall'album Lenka.

## Tracce
1. The Show (Album Version) — 3:55
2. Gravity Rides Everything (The Woodstock Sessions) — 3:49